# Tổ Giáp
Tổ Giáp (chữ Hán: 祖甲, trị vì: 1258 TCN – 1226 TCN), tên thật Tử Tải là vua thứ 24 nhà Thương trong lịch sử Trung Quốc. Ông có tên khác là Đế Giáp (帝甲) trong sách Quốc Ngữ (国语),

## Thân thế
Tổ Giáp là con thứ của Vũ Đinh (武丁) - vua thứ 22 nhà Thương và em của Tổ Canh (祖庚), vua thứ 23 nhà Thương. Khoảng năm 1259 TCN, Tổ Canh qua đời, Tổ Giáp lên nối ngôi.

## Trị vì
Tổ Giáp là ông vua hoang dâm ít quan tâm chính sự, vì vậy nhà Thương lại suy yếu sau 2 đời thịnh trị.
Khoảng năm 1226 TCN, Tổ Giáp qua đời, ở ngôi tất cả 33 năm. Con ông là Lẫm Tân (廩辛) lên nối ngôi.
Hạ Thương Chu đoạn đại công trình - dự án nghiên cứu của các sử gia hiện đại Trung Quốc - xác định thời gian trị vì của ông cùng vua trước là Tổ Canh và vua sau là Lẫm Tân, Canh Đinh trong khoảng từ 1191 TCN đến 1148 TCN, tức là thời gian cai trị của ông bắt đầu khoảng sau năm 1191 TCN và kết thúc trước năm 1148 TCN, muộn hơn số liệu đã dẫn khoảng 70 năm.
Giáp cốt văn khai quật tại Ân Khư ghi ông là vua thứ 23 của nhà Thương .